# Lenok
Der Lenok (Brachymystax lenok) ist ein Süßwasserfisch aus der Familie der Lachsfische (Salmonidae), der in Sibirien, Nordchina und Korea vorkommt. Die Unterart Brachymystax lenok tsinlingensis kommt endemisch in Teilen des Qin-Ling-Gebirges vor.

## Merkmale
Der Lenok erreicht für gewöhnlich eine Länge von 70 cm und ein Gewicht von 8 kg, Männchen können bis 70 cm lang werden, bei Weibchen liegt die Maximallänge bei 60 cm. Er besitzt eine typische Forellengestalt, hat aber auffällig kleine Schuppen und eine kurze Afterflosse. Sein Oberkiefer ist kurz und breit, die Zähne klein. Während der Fortpflanzungszeit werden die Fische dunkelrot, die Rückenflosse und die Brustflossen zeigen die Regenbogenfarben.

## Lebensweise
Der Lenok bewohnt kühle bis kalte Flüsse und Bäche und wächst langsam. In den Sommermonaten sucht er tiefere Wasserschichten auf. Er ernährt sich von Insekten und ihren Larven, Flohkrebsen, kleinen Fischen, Fröschen und den Eiern und der Brut von Lachsfischen. Der Lenok ist ein reiner Süßwasserbewohner und sucht das Meer in seinem Lebenszyklus niemals auf. Er gilt als gefährdet.